# 泰雷希尔卡河
泰雷希尔卡河（烏克蘭語：Терешілка），是烏克蘭的河流，位於該國西部外喀爾巴阡州，屬於泰雷斯瓦河的支流，流經佳奇夫区，河道全長28公里，流域面積110平方公里。